# Glipostenoda higashinoi
Glipostenoda higashinoi is een keversoort uit de familie spartelkevers (Mordellidae). De wetenschappelijke naam van de soort is voor het eerst geldig gepubliceerd in 1967 door Nomura.